# Аргон
| 18       | Аргон |
| Ar39,948 |       |
| 3s23p6   |       |

Арго́н (химический символ — Ar, от лат. Argon) — химический элемент 18-й группы (по устаревшей классификации — главной подгруппы восьмой группы, VIIIA) третьего периода периодической системы Д. И. Менделеева с атомным номером 18.
Простое вещество аргон — инертный одноатомный газ без цвета, вкуса и запаха. Является третьим по распространённости химическим элементом в воздухе земной атмосферы (после азота и кислорода) — 0,93 % по объёму.

## История
История открытия аргона начинается в 1785 году, когда английский физик и химик Генри Кавендиш, изучая состав воздуха, решил установить, весь ли азот воздуха окисляется. В течение многих недель он подвергал воздействию электрического разряда смесь воздуха с кислородом в U-образных трубках, в результате чего в них образовывались всё новые порции бурых оксидов азота, которые исследователь периодически растворял в щёлочи. Через некоторое время образование окислов прекратилось, но после связывания оставшегося кислорода остался пузырёк газа, объём которого не уменьшался при длительном воздействии электрических разрядов в присутствии кислорода. Кавендиш оценил объём оставшегося газового пузыря в 1/120 от первоначального объёма воздуха. Разгадать загадку пузыря Кавендиш не смог, поэтому прекратил своё исследование и даже не опубликовал его результатов. Только спустя много лет английский физик Джеймс Максвелл собрал и опубликовал неизданные рукописи и лабораторные записки Кавендиша.
Дальнейшая история открытия аргона связана с именем Рэлея, который несколько лет посвятил исследованиям плотности газов, особенно азота. Оказалось, что литр азота, полученного из воздуха, весил больше литра «химического» азота (полученного путём разложения какого-либо азотистого соединения, например, закиси азота, окиси азота, аммиака, мочевины или селитры) на 1,6 мг (масса первого была равна 1,2521 г, а второго — 1,2505 г). Эта разница была не так уж мала, чтобы можно было её отнести на счёт ошибки опыта. К тому же она постоянно повторялась независимо от источника получения химического азота.
Не придя к разгадке, осенью 1892 года Рэлей в журнале «Nature» опубликовал письмо к учёным с просьбой дать объяснение тому факту, что в зависимости от способа выделения азота он получал разные величины плотности. Письмо прочли многие учёные, однако никто не был в состоянии ответить на поставленный в нём вопрос.
У известного уже в то время английского химика Уильяма Рамзая также не было готового ответа, но он предложил Рэлею своё сотрудничество. Интуиция побудила Рамзая предположить, что азот воздуха содержит примеси неизвестного и более тяжёлого газа, а Дьюар обратил внимание Рэлея на описание старинных опытов Кавендиша (которые уже были к этому времени опубликованы).
Пытаясь выделить из воздуха скрытую составную часть, каждый из учёных пошёл своим путём. Рэлей повторил опыт Кавендиша в увеличенном масштабе и на более высоком техническом уровне. Трансформатор под напряжением 6000 вольт посылал в 50-литровый колокол, заполненный азотом, сноп электрических искр. Специальная турбина создавала в колоколе фонтан брызг раствора щёлочи, поглощающих окислы азота и примесь углекислоты. Оставшийся газ Рэлей высушил и пропустил через фарфоровую трубку с нагретыми медными опилками, задерживающими остатки кислорода. Опыт длился несколько дней.
Рамзай воспользовался открытой им способностью нагретого металлического магния поглощать азот, образуя твёрдый нитрид магния. Многократно пропускал он несколько литров азота через собранный им прибор. Через 10 дней объём газа перестал уменьшаться, следовательно, весь азот оказался связанным. Одновременно путём соединения с медью был удалён кислород, присутствовавший в качестве примеси к азоту. Этим способом Рамзаю в первом же опыте удалось выделить около 100 мл нового газа.
Итак, был открыт новый газ. Стало известно, что он тяжелее азота почти в полтора раза и составляет 1/80 часть объёма воздуха. Рамзай при помощи акустических измерений нашёл, что молекула нового газа состоит из одного атома — до этого подобные газы в устойчивом состоянии не встречались. Отсюда следовал очень важный вывод — раз молекула одноатомна, то, очевидно, новый газ представляет собой не сложное химическое соединение, а простое вещество.
Много времени затратили Рамзай и Рэлей на изучение его реакционной способности по отношению ко многим химически активным веществам. Но, как и следовало ожидать, пришли к выводу: их газ совершенно недеятелен. Это было ошеломляюще — до той поры не было известно ни одного настолько инертного вещества.
Большую роль в изучении нового газа сыграл спектральный анализ. Спектр выделенного из воздуха газа с его характерными оранжевыми, синими и зелёными линиями резко отличался от спектров уже известных газов. Уильям Крукс, один из виднейших спектроскопистов того времени, насчитал в его спектре почти 200 линий. Уровень развития спектрального анализа на то время не дал возможности определить, одному или нескольким элементам принадлежал наблюдаемый спектр. Несколько лет спустя выяснилось, что Рамзай и Рэлей держали в своих руках не одного незнакомца, а нескольких — целую плеяду инертных газов.
7 августа 1894 года в Оксфорде, на собрании Британской ассоциации физиков, химиков и естествоиспытателей, было сделано сообщение об открытии нового элемента, который был назван аргоном. В своём докладе Рэлей утверждал, что в каждом кубическом метре воздуха присутствует около 15 г открытого газа (1,288 % по массе). Слишком невероятен был тот факт, что несколько поколений учёных не заметили составной части воздуха, да ещё и в количестве целого процента. В считанные дни десятки естествоиспытателей из разных стран проверили опыты Рамзая и Рэлея. Сомнений не оставалось: воздух содержит аргон.
Через 10 лет, в 1904 году, Рэлей за исследования плотностей наиболее распространённых газов и открытие аргона получает Нобелевскую премию по физике, а Рамзай за открытие в атмосфере различных инертных газов — Нобелевскую премию по химии.

### Происхождение названия
По предложению доктора Медана (председателя заседания, на котором был сделан доклад об открытии) Рэлей и Рамзай дали новому газу имя «аргон» (от др.-греч. ἀργός — ленивый, медленный, неактивный). Это название подчёркивало важнейшее свойство элемента — его химическую неактивность.

## Распространённость

### Во Вселенной
Содержание аргона в мировой материи мало́ и оценивается приблизительно в 0,02 % по массе.
Аргон (вместе с неоном) наблюдается на некоторых звёздах и в планетарных туманностях. В целом его в космосе больше, чем кальция, фосфора, хлора, в то время как на Земле существуют обратные отношения.

### Распространение в природе
Аргон — третий по содержанию после азота и кислорода компонент воздуха, его среднестатистическое содержание в атмосфере Земли составляет 0,934 % по объёму и 1,288 % по массе, его запасы в атмосфере оцениваются в 4⋅1014 т. Аргон — самый распространённый инертный газ в земной атмосфере, в 1 м3 воздуха содержится 9,34 л аргона (для сравнения: в том же объёме воздуха содержится 18,2 мл неона, 5,2 мл гелия, 1,1 мл криптона, 0,09 мл ксенона).
Содержание аргона в литосфере — 4⋅10−6 % по массе. В каждом литре морской воды растворено 0,3 мл аргона, в пресной воде его содержится (5,5—9,7)⋅10−5 %. Его содержание в Мировом океане оценивается в 7,5⋅1011 т, а в изверженных породах земной оболочки — 16,5⋅1011 т. Практически весь аргон в земной атмосфере является радиогенным, поскольку естественный радиоактивный изотоп калия 40K с вероятностью около 11 % претерпевает электронный захват, дочерним продуктом этого канала распада является стабильный 40Ar, наиболее распространённый среди естественных изотопов аргона. Также, в 0,001 % случаев 40K претерпевает позитронный распад, образуя 40Ar. Однако основной канал распада (вероятность примерно 89 %) 40K — β--распад, в результате которого образуется чётно-чётный и стабильный изотоп кальций-40, а также излучаются электрон и электронное антинейтрино. Природная радиоактивность калия из-за присутствия калия-40 не представляет опасности для жизни и здоровья.

## Определение
Качественно аргон обнаруживают с помощью эмиссионного спектрального анализа, основные характеристические линии — 434,80 и 811,53 нм. При количественном определении сопутствующие газы (O2, N2, H2, CO2) связываются специфичными реагентами (Ca, Cu, MnO, CuO, NaOH) или отделяются с помощью поглотителей (например, водных растворов органических и неорганических сульфатов). Отделение от других инертных газов основано на различной адсорбируемости их активированным углём. Используются методы анализа, основанные на измерении различных физических свойств (плотности, теплопроводности и др.), а также масс-спектрометрические и хроматографические методы анализа.

## Физические свойства
Аргон — одноатомный газ с температурой кипения (при нормальном давлении) −185,9 °C (немного ниже, чем у кислорода, но немного выше, чем у азота). В 100 мл воды при 20 °C растворяется 3,3 мл аргона, в некоторых[каких?] органических растворителях аргон растворяется значительно лучше, чем в воде. Плотность при нормальных условиях составляет 1,7839 кг/м3.

## Химические свойства
Пока известно/получено только 2 метастабильных химических соединения аргона — гидрофторид (гидрид-фторид) аргона и CU(Ar)O, которые существуют только при очень низких температурах (около "абсолютного нуля") и получены соответственно фотолизом (УФ-облучением) фтороводорода и смеси урана с угарным газом в матричной аргоновой изоляции . 
Ещё сообщается о таком подобном химическом соединении - CUOAr2Xe2  .
Кроме того, аргон (как и, кстати, гелий и неон) образует эксимерные молекулы (нестабильные/очень короткоживущие: доли секунды либо несколько секунд при очень низкой температуре), то есть молекулы, атомы (все или только 1) в которых находятся в возбуждённом электронном состоянии. Например, при электрическом возбуждении смеси аргона и хлора возможна газофазная реакция с образованием ArCl. А также образует сложные ионы в плазме (например, ArH+). 
Не исключено, что будут получены другие валентные соединения аргона с фтором и кислородом, которые тоже должны быть малоустойчивыми/метастабильными. Также со многими веществами, между молекулами которых действуют водородные связи (водой, фенолом, гидрохиноном и другими), образует, как и неон и гелий, соединения включения (клатраты), где атом аргона, как своего рода «гость», находится в полости, образованной в кристаллической решётке молекулами вещества-"хозяина", - например, Ar·6H2O (удерживается силами Ван-дер-Ваальса, а не химической связью между атомами).
Вероятно ещё существование соединений со связями Ar—Si и Ar—C: FArSiF3 и FArCCH.

## Изотопы

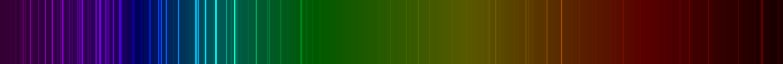
Спектр аргона

Аргон представлен в земной атмосфере тремя стабильными изотопами: 36Ar (0,337 %), 38Ar (0,063 %), 40Ar (99,600 %). Почти вся масса тяжёлого изотопа 40Ar возникла на Земле в результате распада радиоактивного изотопа калия 40K (содержание этого изотопа в изверженных породах в среднем составляет 3,1 г/т). Распад радиоактивного калия идёт по двум направлениям одновременно:
{\displaystyle {\ce {^{40}_{19}K->{}_{20}^{40}Ca{}+e^{-}{}+{\bar {\nu }}_{e},}}}
{\displaystyle {\ce {{}^{40}_{19}K{}+ e^- -> {}^{40}_{18}Ar{}+ \nu_{e}+ \gamma.}}}
Первый процесс (обычный β-распад) протекает в 88 % случаев и ведёт к возникновению стабильного изотопа кальция. Во втором процессе, где участвуют 12 % атомов, происходит электронный захват, в результате чего образуется тяжёлый изотоп аргона. Одна тонна калия, содержащегося в горных породах или водах, в течение года генерирует приблизительно 3100 атомов аргона. Таким образом, в минералах, содержащих калий, постепенно накапливается 40Ar, что позволяет измерять возраст горных пород; калий-аргоновый метод является одним из основных методов ядерной геохронологии.
Вероятные источники происхождения изотопов 36Ar и 38Ar — неустойчивые продукты спонтанного деления тяжёлых ядер, а также реакции захвата нейтронов и альфа-частиц ядрами лёгких элементов, содержащихся в урано-ториевых минералах.
Подавляющая часть космического аргона состоит из изотопов 36Ar и 38Ar. Это вызвано тем обстоятельством, что калий распространён в космосе примерно в 50 000 раз меньше, чем аргон (на Земле калий преобладает над аргоном в 660 раз). Примечателен произведённый геохимиками подсчёт: вычтя из аргона земной атмосферы радиогенный 40Ar, они получили изотопный состав, очень близкий к составу космического аргона.

## Получение
В промышленности аргон получают как побочный продукт при крупномасштабном разделении воздуха на кислород и азот. При температуре −185,9 °C (87,3 K) аргон конденсируется, при −189,35 °C (83,8 K) — кристаллизуется.
Ввиду близости температур кипения аргона и кислорода (90 K) разделение этих фракций ректификационным способом затруднительно. Аргон считается посторонней примесью, допускаемой только в техническом кислороде чистотой 96 %.

## Применение

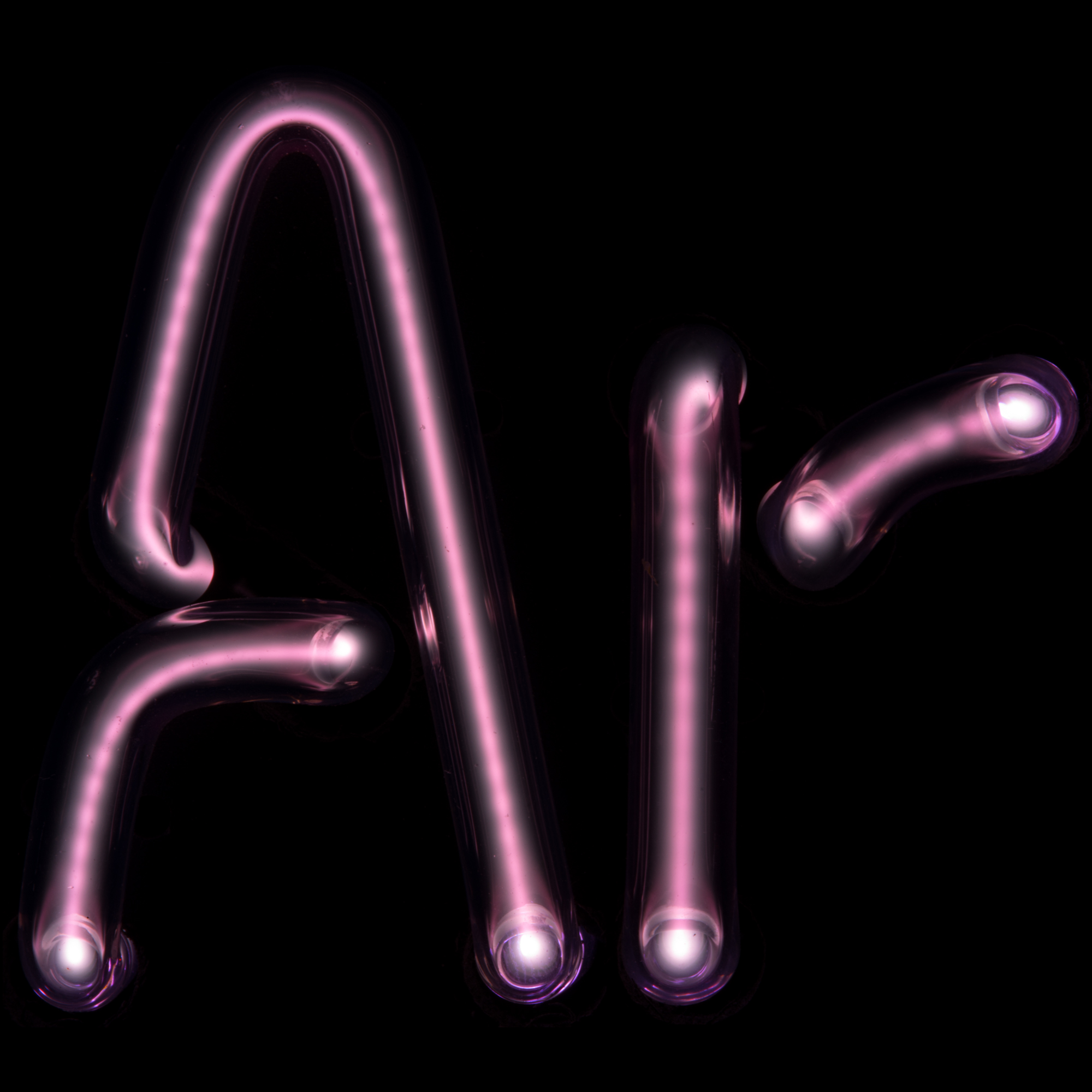
Заполненная аргоном и парами ртути газоразрядная трубка

Ниже перечислены области применения аргона:
- в аргоновых лазерах;
- в качестве газонаполнителя ламп накаливания и при заполнении внутреннего пространства стеклопакетов;
- является компонентом газового наполнения люминесцентных и ртутных газоразрядных ламп, вместе с парами ртути. Также смесь аргона и паров ртути используется для наполнения некоторых тиратронов и газотронов;
- в качестве защитной среды при сварке (дуговой, лазерной, контактной и т. п.) как металлов (например, титана), так и  неметаллов (см. аргонно-дуговая сварка);
- в качестве плазменной среды в плазматронах при сварке и резке;
- в пищевой промышленности в качестве пищевой добавки E938, в качестве пропеллента и упаковочного газа;
- в качестве огнетушащего вещества в газовых установках пожаротушения;
- в медицине во время операций для очистки воздуха и разрезов, так как аргон не образует химических соединений при комнатной температуре;
- в качестве составной части атмосферы эксперимента «Марс-500»[15] с целью снижения уровня кислорода для предотвращения пожара на борту космического корабля при путешествии на Марс;
- в дайвинге из-за низкой теплопроводности аргон применяется для поддува сухих гидрокостюмов, однако есть ряд недостатков, например, высокая цена газа (кроме этого, нужна отдельная система для аргона);
- в химическом синтезе для создания инертной атмосферы при работе с нестабильными на воздухе соединениями, также для хранения в ампулах химически активных веществ, таких как щелочные металлы.

## Биологическая роль
Аргон не играет заметной биологической роли.
Физиологическое действие
Инертные газы обладают физиологическим действием, которое проявляется в их наркотическом воздействии на организм. Наркотический эффект от вдыхания аргона проявляется только при барометрическом давлении свыше 0,2 МПа (2 атм). В 2014 году WADA признала аргон допингом.
Содержание аргона в высоких концентрациях во вдыхаемом воздухе может вызвать головокружение, тошноту, рвоту, потерю сознания и смерть от асфиксии (в результате кислородного голодания).